# Kovács Péter (zenész)
Kovács Péter, művészneve Kovax (Nagyvárad, 1968. augusztus 29. –) magyar énekes, zongorista.

## Élete
Ötévesen kezdett zenét tanulni Bányai Ildikónál, aki előkészítette az iskolai évekre. 1990-ben, Magyarországra érkezvén folytatta a tanulmányaimat: dzsesszt, hangszerelést, korrepetíciót, éneket tanult. Édesapja neves bábszínész, író, dramaturg, rendező volt Nagyváradon, így már gyerekként közel került a színpadhoz.
1990-ben, a romániai forradalom után azonnal elhagyta Nagyváradot.
Elkerült külföldre is, néha ott könnyebb volt munkához jutni, és énekelt, zongorázott. A nevét nem tudták kimondani, hogy Kovács, és így lett Kovax.
1995-óta csak Magyarországon zenél. 1994-ben már a Cotton Club Singers egyik alapító tagja volt, énekelt. Zongoristaként többek között Fenyő Miklóst és a TNT-t is kísérte. Frontembere a Jeff Porcaro emlékzenekarnak (TOTO).
2003-ban jelent meg első önálló szólólemeze „Szeress nagyon” címmel.
„Szeress nagyon” című, önálló, szólóalbumát Presser Gáborral közösen készítette el, aki a lemez zenei producere is. Kovax olyan zenészekkel énekel együtt a lemezen, mint maga a producer, zeneszerző Presser Gábor, Demjén Ferenc, Roy (Roy és Ádám), Bíró Eszter, és Tátrai Tibor.
2023. november 12-én emlékestet tartott a Gemini együttes. Műsorvezető: B. Tóth László, Baranski László – gitár, Bardóczi Gyula – dob, Heilig Gábor – basszusgitár, ének, Markó András – orgona, ének, Victor Máté – ének, Kovács Péter (Kovax)  – zongora, ének, és Porvay György László – basszusgitár.